# 데이비스 구겐하임
필립 데이비스 구겐하임(영어: Philip Davis Guggenheim, 1963년 11월 3일~)은 미국의 감독, 작가, 제작자이다.

## 작품 목록

### 영화 연출

#### 다큐멘터리
- 불편한 진실 (2006)
- 잇 마이트 겟 라우드 (2008)
- 웨이팅 포 슈퍼맨 (2010)
- 말랄라 (2015)
- From the Sky Down (2011) - 제작 겸임

#### 그 외
- 가십 (2000, Gossip)
- 그레이시 스토리 (2007)
- 위도우 디텍티브 (2012, Widow Detective)
- The Dream Is Now (2012) - 단편

### 영화 제작

#### 다큐멘터리
- 저렴한 가격의 대가 (2018, The Price of Free)
- 보이즈 스테이트 (2020, Boys State)

#### 그 외
- 돈 텔 맘 (1991) - 협력 제작
- 사랑의 조건 (1992, The Opposite Sex and How to Live with Them)
- 트레이닝 데이 (2001)
- Carissa (2008) - 단편

### 텔레비전 연출
- 뉴욕경찰 24시 (1995-96)
- 앨리어스 (2002)
- 24 (2002)
- 쉴드: XX 강력반 (2003)
- 데드우드 (2004) - 제작 겸임
- 디펜더스: 유쾌한 변호사들 (2010) - 제작 겸임